# France Dacar
France Dacar, slovenski matematik in računalnikar, * 4. februar 1947.

## Življenje in delo
Dacar se je leta 1963 kot dijak drugega razreda Srednje tehniške šole v Ljubljani udeležil pete Mednarodne Matematične Olimpijade za srednješolce v Vroclavu na Poljskem kjer je osvojil Zlato medaljo. Jeseni je vpisal študij tehnične matematike na FNT Univerze v Ljubljani. Po diplomi leta 1968 se je zaposlil na IJS, kjer je deloval predvsem kot računalnikar. Vmes je bil nekaj let zaposlen na Računskem centru Univerze v Ljubljani ter v projektivnem podjetju Ambient. Doktoriral je leta 1995 pod mentorstvom Bojana Moharja. Še kot študent je imel velik vpliv na raziskovalno usmeritev nekaterih mlajših kolegov. Bil je eden vodilnih članov Kluba mladih matematikov Laar Getny. Nekaj let je sodeloval z arhitekti. Med drugim je izdelal študijo vidljivosti ter projektiral razporeditev stolov in betonske strukture v Gallusovi dvorani Cankarjevega doma. Same stole pa je takrat sprojektiral Edo Ravnikar ml. Projektiral je tudi nekaj strešnih konstrukcij na Ljubljanskem gradu ter razpored vseh strešnikov na razgibanih grajskih strešinah. V ta namen je načrtal poseben sistem treh strešnikov in Jekorja in za vsako obliko strešine s končnim avtomatom določil zaporedje strešnikov za pravilno prekrivanje.

## Dela
- Vladimir Batagelj, France Dacar, Igor Leiler, Tomaž Pisanski: Zbirka nalog iz matematike za srednješolce. Del 5, DMFA (1968) (COBISS)
- Languages, automata, regularity / Tomaž Pisanski, Vladimir Batagelj, Franc Dacar (1970), FCIP '70, Zbornik del (Str. B-6/1-7) (COBISS)
- Tiling rectangular areas with rectangular pieces / France Dacar (1981) (COBISS)
- Aplikacija računara u projektovanju u visokogradnji / Edo Ravnikar, Andrej Kmet, Franc Dacar (1977), (COBISS)
- Preklapljanje trirazsežnih rastrov / F. Dacar (1983),(COBISS)
- Podatkovne strukture, osnove baze podatkov in njene uporabe / Janez Grad, France Dacar (učbenik, Ekonomska fakulteta 1993) (COBISS)
- The cyclicity of a hypergraph / France Dacar, Discrete Math. ISSN 0012-365X (Let. 182, št. 1/3, 1998, str. 53-67) (COBISS)
- Kralj Novak, Petra; Lavrač, Nada; Dacar, France; Štebih, Dejan; Morisset, Dany; Rotter, Ana; Žel, Jana; Gruden, Kristina: Strategies for cost reduction in GMO traceability (2008) (COBISS)
- France Dacar, Playing with the Pappus configuration, Ars Mathematica Contemporanea (2025) accepted, DOI